# Liaison quadruple

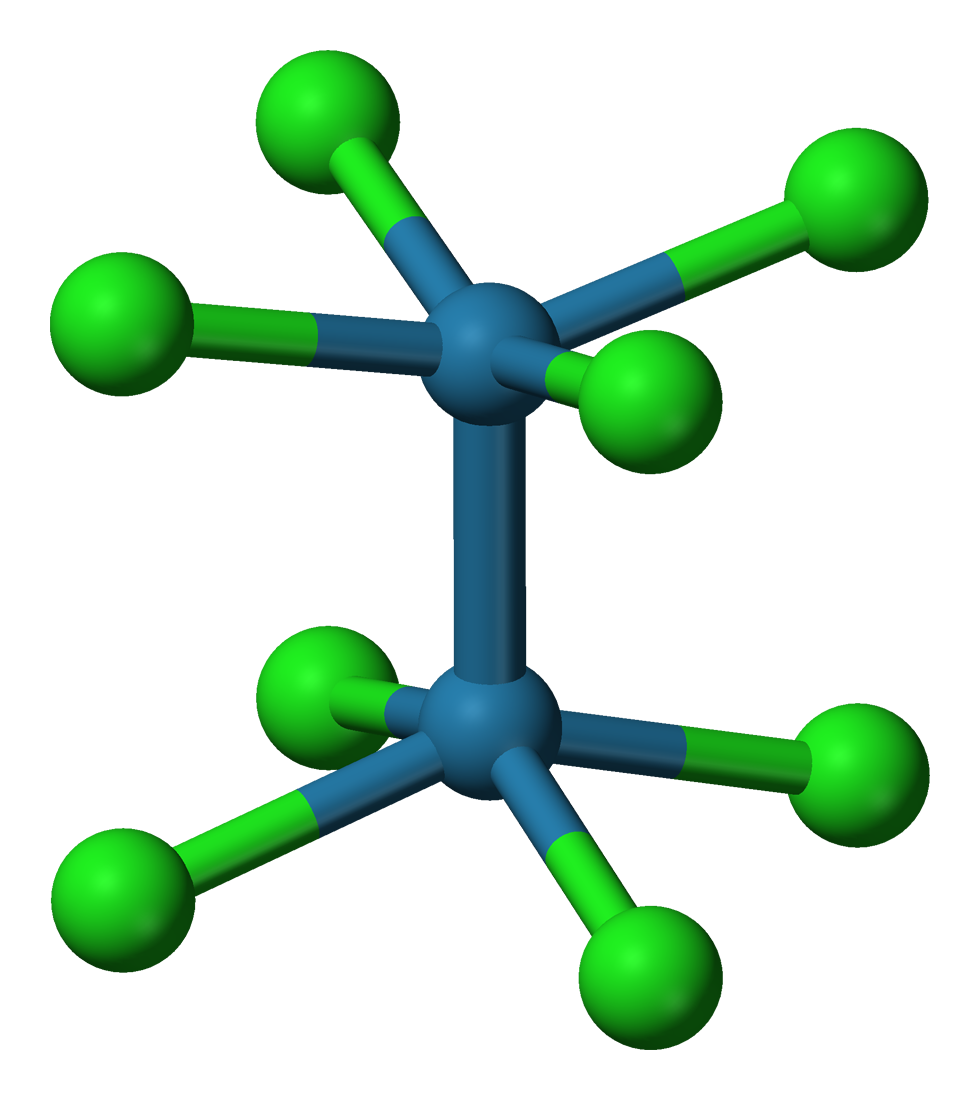
L'anion octachlorodirhénate(III) 2−, qui contient une liaison quadruple Re–Re.

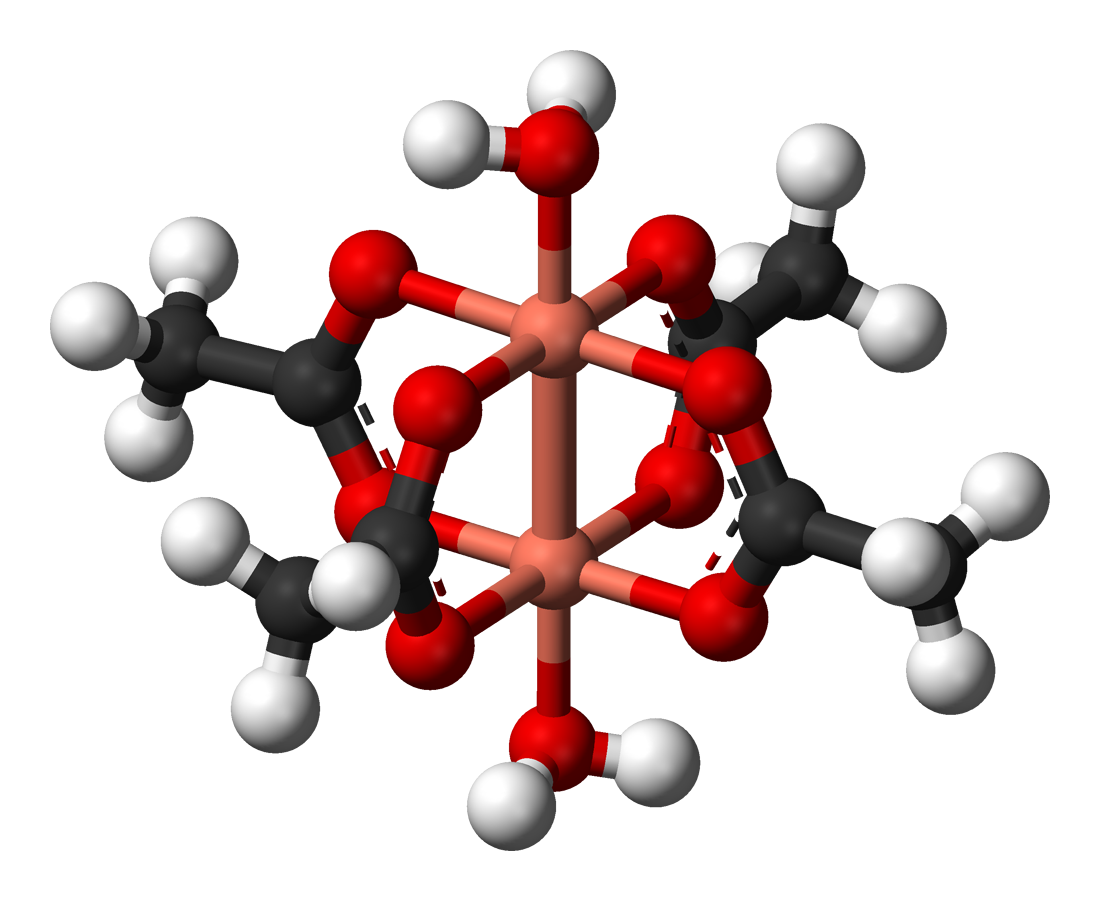
Structure des diacétates de molybdène(II) et de chrome(II) hydratés.

En chimie, une liaison quadruple est un type de liaison chimique entre deux atomes impliquant huit électrons de valence au lieu de deux dans la liaison covalente la plus simple. Ce type de liaison est une extension des types plus courants que sont les liaisons doubles et les liaisons triples. Les liaisons quadruples stables sont plus courantes entre métaux de transition au centre du bloc d du tableau périodique, tels que le rhénium, le tungstène, le molybdène et le chrome. Typiquement les ligands pouvant stabiliser des liaisons quadruples sont des donneurs π mais pas des accepteurs π.

## Histoire
L'acétate de chrome(II) Cr2(μ-O2CMe)4·2H2O, fut le premier composé comportant une liaison quadruple synthétisé. Il a été décrit en 1844 par Eugène-Melchior Péligot, même si le fait qu'il comporte une liaison quadruple ne fut reconnu que cent ans plus tard. La liaison quadruple a été caractérisée pour la première fois dans l'octachlorodirhénate de potassium(III) K2[Re2Cl8]·2H2O par Frank Albert Cotton en 1964. La longueur de la quadruple liaison rhénium-rhénium dans ce composé est de 224 pm. 
Dans le cadre de la théorie de l'orbitale moléculaire, cette liaison est décrite comme σ2 π4 δ2, avec une liaison σ, deux liaisons π et une liaison δ.

## Structure
Les ions [Re2Cl8]2− adoptent une conformation éclipsée. L'orbitale liante δ se forme par recouvrement d'orbitales d sur chacun des atomes de rhénium. Les orbitales d orientées le long des liaisons Re–Cl se stabilisent par interaction avec les orbitales des ligands chlore et ne contribuent pas à la liaison Re–Re. A contrario, l'ion [Os2Cl8]2− avec deux électrons de plus sur une orbitale antiliante δ* qui annule l'orbitale liante δ présente une liaison triple (σ2 π4 δ2 δ*2) Os–Os ayant une conformation décalée.
De nombreux autres composés ayant des liaisons quadruples entre atomes de métal de transition ont été décrits, souvent par Cotton et ses collègues, par exemple l'octachlorodimolybdate de potassium K4[Mo2Cl8] isoélectronique des composés de dirhénium. Le tétra(hpp)ditungstène (en) est un exemple de complexe de ditungstène ayant une liaison quadruple.
On ne connaît pas de liaisons quadruples entre atomes du groupe principal. La théorie de l'orbitale moléculaire montre qu'il existe deux groupes d'électrons appariés, l'un liant et l'autre non liant, et deux groupes d'électrons appariés dans un système d'orbitales π dégénéré. Cela donne un ordre de liaison égal à 2, de sorte que le dicarbone C2 est uni par une liaison double formée de deux liaisons π et aucune liaison σ. Une étude évalue cependant l'ordre de liaison à 4, résultat qui reste discuté.